# Ernesto Treccani
 Ernesto Treccani  (n. 26 august 1920, Milano, Regatul Italiei – d. 27 noiembrie 2009, Milano, Italia) a fost un pictor italian.

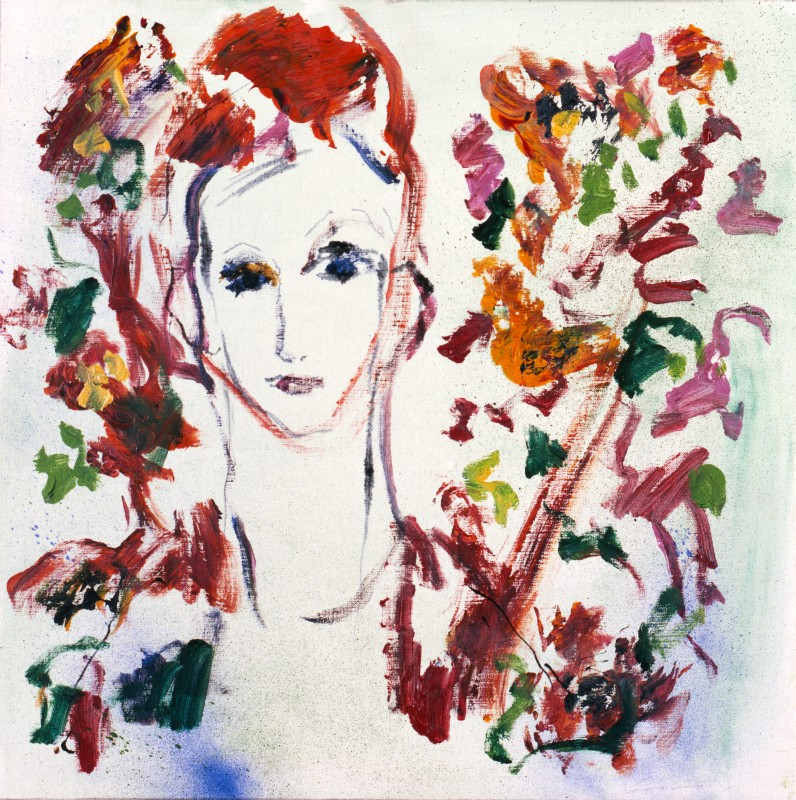
Ritratto, 1980-1990 (Fondazione Cariplo)

## Viața și opera
Ernesto Treccani  s-a născut la 26 august 1920 la Milano. A folosit ca tehnici principale: ulei, creion, acuarelă, litografie. A murit la Milano în 27 noiembrie 1989.